# 芒辛镇
芒辛镇，是中华人民共和国新疆维吾尔自治区喀什地区英吉沙县下辖的一个乡镇级行政单位。
芒辛镇位于县东部，距县城3.2公里，地理位置处东径76°12′，北纬38°55′，境内海拔高度1300米，地势呈西南高，东北低。南北长约９公里，东西宽约７公里。东部以克柏克其亚沟与萨罕镇分界，东北与色提力接壤，西部与英吉沙镇为邻，南临荒漠与苏盖提乡，乌恰镇相邻。“芒辛”属维吾尔语，由原来的“马日尼辛”的语音演变而来。传说很早以前，此地长有茂密的芦苇和刺草，蛇非常多，故得名“马日尼辛”（“蛇窝”之意），后口语变化称为“芒辛”。
2018年6月7日自治区政府同意撤销芒辛乡，设立芒辛镇。

## 行政区划
芒辛镇下辖以下地区：
恰喀村、古勒巴格村、喀拉巴格村、托万阿热买里村、阿克库什村、托万霍加艾日克村、尤喀克霍加艾日克村、阿热买里村、恰克日库依村、喀拉巴什兰干村、喀拉巴什粮台村、亚吐格曼村、尤喀克阔尕什村、托万阔尕什村和喀拉巴什村。